# Ebo fuscus
Ebo fuscus là một loài nhện trong họ Philodromidae.
Loài này thuộc chi Ebo. Ebo fuscus được Cândido Firmino de Mello-Leitão miêu tả năm 1943.